# Enza García Arreaza
Enza García Arreaza (Puerto La Cruz, 30 de marzo de 1987) es una narradora, poeta, fotógrafa y artista visual venezolana, afincada en los Estados Unidos.

## Biografía

### Primeros años
García Arreaza nació y creció en la ciudad Puerto la Cruz, en el seno de una familia de clase trabajadora. Al terminar el bachillerato se mudó a Caracas para estudiar filosofía en la Universidad Central de Venezuela. Entre sus primeras lecturas se encuentran los cuentos de Amado Nervo, Julio Garmendia, Julio Cortázar y Borges.

### Carrera literaria
En 2004, con 17 años, gana el VII Premio Literario «Cuento Contigo: Nuevas Voces Literarias» de Casa de América,con un cuento que luego sería publicado en la antología Cuento contigo de Ediciones Siruela.
En 2007 gana el Concurso de Autores Inéditos de Monte Ávila Editores, gracias al cual publica su primer libro de relatos Cállate poco a poco (2008). En 2010 publica su segundo libro de relatos El bosque de los abedules y en 2012 el tercero: Plegarias para un zorro. También ha publicado los poemarios El animal intacto (2020) y Cosmonauta (2022).
En 2017 se muda a los Estados Unidos para participar en el International Writing Program de la Universidad de Iowa y es invitada de la organización City of Asylum en Pittsburgh. Entre 2018 y 2020 fue residente del International Writers Project de la Universidad Brown.
En 2024 lleva a cabo su primera exposición de collages, Emulsiones, en la Poeteca de Caracas.

## Crítica
Para Hernán Valera Álvarez, se trata de una autora dueña de "un mundo personal sombrío donde la poesía muchas veces confluye en la narrativa."En su obra destaca la obsesión por las relaciones materno filiales conflictivas, así como temas tabúes como el incesto o el deseo sexual adolescente.

## Obra

### Narrativa
- Cállate poco a poco (2008)
- El bosque de los abedules (2010)
- Plegarias para un zorro (2012)

### Poesía
- El animal intacto (2020)
- Cosmonauta (2022)

## Premios
- 2004: VII Premio Literario «Cuento Contigo: Nuevas Voces Literarias» de Casa de América
- 2007: V Concurso de Autores Inéditos de Monte Ávila Editores
- 2009: III Premio Nacional Universitario de Literatura